# Tarlha Ri
Der Tarlha Ri ist ein vergletscherter Berg im Lhagoi Kangri, dem so genannten „Nord-Himalaya“, im autonomen Gebiet Tibet. 
Der 6777 m (nach anderen Angaben 6614 m) hohe Tarlha Ri befindet sich 53 km ostnordöstlich des Kula Kangri. Der Berg erhebt sich im Regierungsbezirk Shannan 140 km südlich von Lhasa. Die Westflanke des Gebirgsmassivs des Tarlha Ri wird über den Lhobrak Chhu, die Ostflanke über den Lhobrak Shar Chhu entwässert. Somit befindet sich der Tarlha Ri im Einzugsgebiet des Manas.
Der Tarlha Ri ist noch unbestiegen.